# OGRE YOU ASSHOLE
OGRE YOU ASSHOLE（オウガ・ユー・アスホール）は2001年に結成された日本のロックバンド。2009年にシングル「ピンホール」でメジャーデビュー。

## 概要
2003年頃から本格的な活動を開始し、2005年にセルフタイトルの1stアルバムをリリース。2007年には、ロックフェス出演やメジャー・シーンのオルタナティブ・バンドとのツアーなどでアンダーグラウンド以外へも知られるようになった。結成当初はツインギターの絡みを活かしたUSインディー・ロックの影響を色濃く反映したサウンドだったが、2011年リリースのアルバム「homely」以降、サイケロック、AOR、ポストパンク、クラウトロックなどの要素を取り込み、多様な楽曲を展開している。2008年制作の『しらないあいずしらせる子』以降、プロデューサーの石原洋とエンジニアの中村宗一郎がレコーディングを手がけている。
2009年3月にバップへ移籍し、シングル「ピンホール」でメジャーデビューした。2010年11月にはモントリオール出身のw:Wolf Paradeと共に全米+カナダの18か所をまわるツアーを行った。2012年に5thアルバム「100年後」をリリース。音楽配信サイトOTOTOYにて、不定期レギュラー番組「RECORD YOU ASSHOLE」を開始。2013年2月にリミックス・リアレンジアルバム「confidential」をリリース。年内にバップとの契約を満了。
2014年10月、Pヴァインから6thアルバム「ペーパークラフト」をリリース。2015年6月、バンド初となるライブ盤「workshop」をリリース。

## メンバー
- 出戸 学（でと まなぶ）ボーカル、ギター担当。諏訪郡原村出身。長野県諏訪二葉高等学校卒業。
- 馬渕 啓（まぶち けい）ギター担当。長野県諏訪二葉高等学校卒業
- 勝浦 隆嗣（かつうら たかし）ドラムス担当。

2004年9月に西の病気療養のためサポートメンバーとして参加。
2005年正式加入。
- 清水 隆史（しみず たかし）ベース担当。

2011年8月27日のARABAKI ROCK FEST.11よりサポートメンバーとして参加。
2012年11月21日に正式加入。
長野市の「ネオンホール」の創設にも携わっている。

### 過去のメンバー
- 西 新太（にし あらた）ドラムス担当。

2010年頃までアルバムジャケット等のアートワークを担当。
- 平出 規人 （ひらいで のりひと） ベース担当。諏訪郡原村出身。

2011年8月5日のROCK IN JAPAN FESTIVAL2011出演を最後に脱退。
現在は写真家として活動している。

## 作品

### アルバム
|           | 発売日         | タイトル                  | 規格品番                                                | 収録曲 | 備考                                  |
| --------- | -------------- | ------------------------- | ------------------------------------------------------- | --- | ------------------------------------- |
| 1st       | 2005年12月7日  | OGRE YOU ASSHOLE          | OYA-1002                                                | また明日／ユーレイ／タニシ／カイセントウ／カポ／どっちかの角／ロボトミー／J.N | OYA                                   |
| 2nd       | 2007年10月3日  | アルファベータ vs. ラムダ | OYAUK-0001                                              | コインランドリー／フラッグ／バックシート／マスク／サカサマ／おまじない／シチュー／ラムダ・ラムダ・ラムダ | オリコン最高134位、登場回数3回        |
| 3rd       | 2009年10月7日  | フォグランプ              | 初回盤（CD+DVD）: VPCC-80641 通常盤: VPCC-81641         | クラッカー／フォグランプ／箱／ステージ／ヘッドライト／K／レインコート／ワイパー | オリコン最高35位、登場回数4回         |
| 4th       | 2011年8月24日  | homely                    | VPCC-81694                                              | 明るい部屋／ロープ／フェンスのある家／ライフワーク／作り物／同じ考えの4人／ふたつの段階／マット／羊と人 | オリコン最高45位、登場回数3回         |
| 5th       | 2012年9月19日  | 100年後                   | VPCC-81747                                              | これから／夜の船／素敵な予感／100年後／すべて大丈夫／黒い窓／記憶に残らない／泡になって | オリコン最高47位、登場回数3回         |
| Rearrange | 2013年2月20日  | confidential              | VPCC-81760                                              | 真ん中で(from 浮かれている人twilight edition EP)／また明日(alternate version)／DOPE(from dope EP)／フェンスのある家(from dope EP)／バックシート(alternate version)／フラッグ(alternate version)／素敵な予感(alternate version)／バランス(from 浮かれている人twilight edition EP) | オリコン最高105位、登場回数2回        |
| 6th       | 2014年10月15日 | ペーパークラフト          | 初回盤（CD+カセットテープ）: PCD-18775 通常盤:PCD-18776 | 他人の夢／見えないルール (Album ver.)／いつかの旅行／ムダがないって素晴らしい／ちょっとの後悔／ペーパークラフト／誰もいない | オリコン最高23位、登場回数2回         |
| Live      | 2015年6月17日  | workshop                  | PCD-24407                                               | ROPE meditation ver.／見えないルール／hypnotic／ムダがないって素晴らしい／フェンスのある家／夜の船／フラッグ／ペーパークラフト／ROPE long ver.／他人の夢 (coda) | オリコン最高61位、登場回数2回         |
| 7th       | 2016年11月9日  | ハンドルを放す前に        | PCD-26067                                               | ハンドルを放す前に／かんたんな自由／なくした／あの気分でもう一度／頭の体操／寝つけない／はじまりの感じ／ムードに／移住計画／もしあったなら | オリコン最高48位、登場回数3回         |
| Live      | 2017年12月8日  | workshop 2                | OYA-2002                                                | ハンドルを放す前に (LIVE ver.)／タニシ (LIVE ver.)／頭の体操 (LIVE ver.)／かんたんな自由 (LIVE ver.)／寝つけない (Alternate ver.)／黒い窓 (LIVE ver.)／ワイパー (LIVE ver.)／あの気分でもう一度 (CR-5000 ver.)                                                                   | 公式webshopとライブ会場のみの限定販売 |
| 8th       | 2019年9月4日   | 新しい人                  | DDCB-19005                                              | 新しい人／朝／さわれないのに／過去と未来だけ／ありがとう／わかってないことがない／自分ですか？／本当みたい／動物的／人間的（Album Ver.） | オリコン最高70位、登場回数3回         |

#### ミニアルバム
|     | 発売日                                 | タイトル                 | 規格品番   | 収録曲                                                               | 備考                          |
| --- | -------------------------------------- | ------------------------ | ---------- | -------------------------------------------------------------------- | ----------------------------- |
| 1st | 2006年10月5日                          | 平均は左右逆の期待       | OYA-1003   | 辺りはここ／アドバンテージ／平均は左右逆の期待／プルリング／2台      | OYA                           |
| 2nd | 2008年11月5日                          | しらないあいずしらせる子 | OYAUK-0002 | しらない合図しらせる子／レール／なだらかなんだ／ひとり乗り／かたっぽ | オリコン最高57位、登場回数3回 |
| 3rd | 2010年9月1日                           | 浮かれている人           | VPCC-81673 | バランス／タンカティーラ／どちらにしろ／レースのコース／真ん中で     | オリコン最高23位、登場回数4回 |
| EP  | 2023年6月30日:サブスク 2023年9月6日:CD | 家の外 e.p.              | OYA-2006   | 待ち時間／家の外／ただ立ってる／長い間                               |                               |

#### デモ盤
1. 1st Demo
  - カイセントウ／ムラサキ色のタイツ／どっちかの右脳／ロウソク／ロボトミー

### シングル
|     | 発売日        | タイトル            | 規格品番   | 収録曲                                                  | 備考                          |
| --- | ------------- | ------------------- | ---------- | ------------------------------------------------------- | ----------------------------- |
| 1st | 2005年11月9日 | タニシ              | OYA-1001   | タニシ／ドーナツ                                        | 1000枚限定盤。                |
| 2nd | 2009年3月4日  | ピンホール          | VPCC-82267 | ピンホール／ネクタイ／ボート                            | オリコン最高63位、登場回数3回 |
| 3rd | 2016年10月5日 | はじまりの感じ e.p. | PTR-CD-30  | はじまりの感じ／はじまりの感じ(vacant ver.)／わけもなく | タワーレコード限定盤          |

### アナログ
1. アルファベータ vs. ラムダ〔LP〕 （2010年9月1日、OYAUK-0003）
2. 浮かれている人 TWILIGHT EDITION EP〔12inch EP〕 （2011年6月10日、JS12S-077）
  - 500枚限定盤
3. homely〔2LP〕 （2011年10月14日、JSLP-013）
  - 500枚限定盤
4. dope〔12inch EP〕 （2012年4月27日、JS12S-089）
  - 500枚限定盤
5. 100年後〔LP〕 （2012年12月14日、JSLP-017）
  - 500枚限定盤
6. SUTEKI NA YOKAN〔ソノシート〕 （2013年1月、番号なし）
  - 500枚限定盤、2012年9月19日のライブ録音を収録
7. 見えないルール〔12inch single〕 （2014年7月2日、EKLP-002）
8. confidential EP〔12inch EP〕 （2013年5月31日、JS12S-104）
9. ペーパークラフト〔LP〕 （2016年9月7日、PLP-6861）
  - 500枚限定盤
10. 他人の夢・remixed by MOODMAN e.p.〔7inch single〕 （2015年7月2日、OYA-2001）
11. 寝つけない〔12inch single〕 （2016年9月7日、P12-6883）
12. ハンドルを放す前に〔LP〕 （2017年3月8日、PLP-6885）
13. 頭の体操／なくした　～James McNew Remixes〔7inch single〕 （2017年10月4日、P7-6224）
14. 動物的／人間的〔12inch single〕 （2018年11月28日、OYA-2004）
15. 新しい人〔LP〕 （2020年1月22日、DDJB-99001）
16. 朝 (alternate version) / (悪魔の沼 remix)〔12inch EP〕 （2020年4月29日、DDJB-99002）

#### 参加コンピレーション
1. 100PROOF （2006年5月17日、JLPL-001）
  - JUNGLE★LIFE監修のオムニバス盤。「また明日」で参加。
2. NEONHALL compilation 雪朝蛍夜tracks （2006年12月25日、SZNM-1019 - 20）
  - ネオンホール監修のオムニバス盤。「辺りはここ」で参加。
3. Kill your T.V.‘09　（2009年4月22日、XQEH-1005）
  - ライブイベント"KILL YOUR TV"参加バンドによるオムニバス盤。「平均は左右逆の期待（live in PEACE MUSIC）」で参加。
4. ASIAN KUNG-FU GENERATION presents NANO-MUGEN COMPILATION 2009　（2009年7月1日、KSCL-1405）
  - NANO-MUGEN FES. 2009出演者によるオムニバス盤。「ピンホール」で参加。
5. 蒼天航路 オリジナル・サウンドトラック 　（2009年8月21日、VPCG-84898）
  - TVアニメーション蒼天航路のサウンドトラック。「ピンホール(TV SIZE)」収録。
6. 極東最前線3 （2013年9月18日、HOS-001）
  - eastern youth監修のオムニバス盤。「tanishi13」で参加。
7. スペース☆ダンディ O.S.T.2 Boobies Wonderland（2014年10月8日、VTCL-60381～2）
  - TVアニメスペース☆ダンディのオリジナル・サウンドトラック。「金色の玩具」「バブル・オブ・バブル」「弔う人」「フェリー」「White House」で参加。

## ミュージックビデオ
| 監督           | 曲名                                                          |
| 飯嶋和良       | 「ロープ 〜モンスターロック STUDIO LIVE Ver.〜」              |
| 岡川太郎       | 「ロープ」                                                    |
| STOMACHACHE.   | 「しらない合図しらせる子」                                    |
| 出戸学         | 「フラッグ（alternate version）」「ムダがないって素晴らしい」 |
| TOCHKA         | 「ピンホール」                                                |
| 中村浩紀       | 「バランス」「ヘッドライト」                                  |
| タロウマルヤマ | 「フラッグ」                                                  |
| 山口保幸       | 「夜の船」                                                    |
| スタジオ石     | 「なくした」                                                  |
| 浮舌大輔       | 「さわれないのに」                                            |

## タイアップ一覧
| 使用年 | 曲名                   | タイアップ                                                         |
| ------ | ---------------------- | ------------------------------------------------------------------ |
| 2007年 | コインランドリー       | NHK-FM『ミュージック・スクエア』2007年10・11月度オープニングテーマ |
| 2008年 | しらない合図しらせる子 | NHK-FM『ミュージック・スクエア』2008年10・11月度オープニングテーマ |
| 2009年 | ピンホール             | 日本テレビ系アニメ『蒼天航路』エンディングテーマ                   |
| 2012年 | 夜の船                 | テレビ神奈川『Mutoma』9月度オープニング/エンディングテーマ         |
| 2014年 | WHITE HOUSE            | テレビアニメ『スペース☆ダンディ』第21話エンディングテーマ          |

## 主なライブ

### ワンマンライブ・主催イベント
- 2008年11月 - "しらないあいずしらせる子" release tourしらないあいずしらせる子" release tour
- 2009年03月〜04月 - 「ピンホール」リリースツアー
- 2009年11月〜12月 - 『フォグランプ』 Release Tour
- 2010年09月〜10月 - 浮かれている人ツアー2010
w/nhhmbase/Gellers
- 2011年09月 -  「homely」 リリースツアー
- 2012年09月 - 「100年後」リリースイベント
- 2012年10月〜11月 - 「100年後」リリースツアー
w/田我流
- 2013年05月 - OGRE YOU ASSHOLE 東名阪ワンマン・ツアー
- 2013年12月 - ワンマンライブ at LIQUIDROOM
- 2014年05月〜06月 - OGRE YOU ASSHOLEワンマンライブ「rule invisible」
- 2014年09月 - OGRE YOU ASSHOLE Presents ""DELAY 2014""
w/MANNERS
- 2015年12月〜2016年02月 - OGRE YOU ASSHOLE ニューアルバム・リリースツアー "ペーパークラフト"
- 2015年07月 - 活動10周年記念ワンマンライブ OGRE YOU ASSHOLE LIVE 10th anniversary
- 2015年12月 - OGRE YOU ASSHOLE LIVE LIQUIDROOM

### 出演イベント
- 2007年05月13日 - nhhmbase presents 10 「空欄に千とするコスモス」
- 2007年07月14日 - New Audiogram ver. 1.2
- 2007年08月03日 - ROCK IN JAPAN FESTIVAL 2007
- 2007年08月19日 - CRAZY RHYTHM vol.46
- 2007年09月09日 - 9mm Parabellum Bullet カオスの百年 vol.4
- 2007年10月05日・12日・11月27日 - SPLIT TOUR 2007 - Massacred Kiki
- 2007年12月30日 - COUNTDOWN JAPAN 07/08
- 2008年03月07日 - HIGH LINE NIGHT vol.2008
- 2008年05月24日 - RUSH BALL★10
- 2008年08月15日 - RISING SUN ROCK FESTIVAL 2008 in EZO
- 2008年08月30日 - RUSH BALL 2008
- 2008年10月10日 - KINOSHITA NIGHT Vol.16～fuck you! Art-school
- 2008年11月27日・28日・30日 - 9mm Parabellum Bullet VAMPIRE EMPIRE TOUR 08/09
- 2008年12月28日 - COUNTDOWN JAPAN 08/09
- 2009年02月02日 - DIENOJI ROCK FESTIVAL DAY 4
- 2009年02月26日 - スペースシャワー列伝 第75巻 ～挙波(アッパー)の宴～
- 2009年03月11日・12日 - サカナクション SAKANAQUARIUM 2009 シンシロ
- 2009年04月26日 - ARABAKI ROCK FEST.09
- 2009年06月13日 - FM802 & SPACE SHOWER TV presents SWEET LOVE SHOWER 2009 SPRING
- 2009年06月14日 - RUSH BALL★R
- 2009年07月14日・16日・22日 - the HIATUS Trash We'd Love Tour 2009
- 2009年07月19日 - ASIAN KUNG-FU GENERATION presents NANO-MUGEN FES.2009
- 2009年07月31日 - ROCK IN JAPAN FESTIVAL 2009
- 2009年08月29日 - Re:mix 2009
- 2009年08月30日 - RUSH BALL 2009
- 2009年09月16日 - Qomolangma Tomato "camouflage TOUR"
- 2009年10月02日 - ART-SCHOOL "14SOULS TOUR2009"
- 2009年10月18日 - NEST FESTIVAL '09
- 2009年10月30日〜11月05日 - 『Which is the Right Brain』 Tour with Sunset Rubdown
- 2009年12月30日 - COUNTDOWN JAPAN 09/10
- 2010年02月08日・11日 - version21.1 second
- 2010年05月23日 - 9mmの髭とNICOのASSHOLE
- 2010年05月30日 - ROCKS TOKYO 2010
- 2010年07月30日 - FUJI ROCK FESTIVAL '10
- 2010年08月08日 - ROCK IN JAPAN FESTIVAL 2010
- 2010年08月13日 - RISING SUN ROCK FESTIVAL 2010 in EZO
- 2010年08月20日 - 髭のASSHOLE
- 2010年08月26日 - Original Evolution #3 [extra]
- 2010年09月11日 - FACTORY 0911
- 2010年10月23日 - BOROFESTA 2010
- 2010年10月24日 - NEST FESTIVAL '10
- 2010年12月29日 - FM802 ROCK FESTIVAL RADIO CRAZY 2010
- 2010年12月31日 - VINTAGE ROCK std. COUNTDOWN "GT2011"
- 2011年01月29日〜02月11日 - version21.1 third
- 2011年06月10日 - New Audiogram ver.4.1
- 2011年08月03日 - LIQUIDROOM 7th ANNIVERSARY presents UNDER THE INFLUENCE
- 2011年08月05日 - ROCK IN JAPAN FESTIVAL 2011
- 2011年08月27日 - ARABAKI ROCK FEST.11
- 2011年09月10日 - BAYCAMP 2011
- 2011年10月13日 - 電撃バップ vol.1
- 2011年11月06日 - 多摩美術大学芸術祭ライブ 2011
- 2012年02月11日・16日・17日 - version 21.1 fourth
- 2012年03月04日 - NEST FESTIVAL '12
- 2012年04月22日 - KAIKOO POPWAVE FESTIVAL 2012
- 2012年05月02日 - YOLZ IN THE SKY × OGRE YOU ASSHOLE
- 2012年05月05日 - EGO-WRAPPIN' × OGRE YOU ASSHOLE
- 2012年06月02日 - TAICOCLUB'12
- 2012年07月14日 - ROKKO SUN MUSIC 2012
- 2012年07月16日 - OUR FAVORITE THINGS 2012 村国ライブ
- 2012年09月08日 - BAYCAMP 2012
- 2012年09月22日 - AOMORI ROCK FESTIVAL '12 ～夏の魔物～
- 2012年10月20日 - 森、道、市場 2012
- 2012年12月30日 - COUNTDOWN JAPAN 12/13
- 2013年01月26日 - トクマルシューゴ×OGRE YOU ASSHOLE Special night 2 man Show
- 2013年02月03日 - 独創と空間
- 2013年03月15日 - New Audiogram ver.6.1
- 2013年03月17日 - MUSIC CUBE 13
- 2013年04月04日 - THA BLUE HERB × OGRE YOU ASSHOLE
- 2013年04月06日 - FACTORY LIVE 0406
- 2013年05月26日 - ROVO presents MDT FESTIVAL 2013 !!
- 2013年06月30日 - OTOSATA Rock Festival 2013
- 2013年08月21日 - UKFC on the Road 2013
- 2013年10月26日 - BOROFESTA 2013
- 2013年12月15日 - BRUTAL X'MAS Part 1
- 2013年12月31日 - Livemasters Inc. COUNTDOWN "GT2014"
- 2014年02月01日 - BAYCAMP 201402
- 2014年02月22日 - OTOTOTABI 2014
- 2014年03月16日 - SYNCHRONICITY'14
- 2014年04月11日 - nest presents 「ザゼンとオウガ」
- 2014年05月02日 - リゾームライブラリーIII
- 2014年05月03日 - OTOSATA Rock Festival 2014
- 2014年05月30日・06月01日 - THE NOVEMBERS「TOUR –The World Will Listen-」
- 2014年06月06日 - LITE Japan tour 2014「APPROACHES 3」
- 2014年06月08日 - SAKAE SP-RING 2014
- 2014年07月27日 - FUJI ROCK FESTIVAL '14
- 2014年08月02日 - BOOKED!
- 2014年09月12日 - 独創と空間～髭とOGRE
- 2014年09月13日 - 狂言綺語 vol.02
- 2014年09月20日 - GUNMA ROCK FESTIVAL 2014
- 2014年09月23日 - 想う壺音泉!
- 2014年09月28日 - 山本精一×オグレ ユー アスホール
- 2014年10月02日 - LIQUIDROOM 10th ANNIVERSARY ele-king night 〜OGRE YOU ASSHOLE VS 森は生きている
- 2014年10月04日 - OTONOTANI 2014
- 2014年10月12日 - MINAMI WHEEL 2014
- 2014年10月30日 - エレキ大浴場25
- 2014年11月02日 - YEBISU MUSIC WEEKEND 2014
- 2014年11月16日 - あらかじめ決められた恋人たちへ〜TOUR 2014 ”Dubbing 07″ 記憶の旅
- 2014年12月05日 - 9mm Parabellum Bullet"Next Bullet Marks Tour 2014"
- 2015年03月28日 - IMAIKE GO NOW 2015
- 2015年03月29日 - ""DELAY 2015"" OGRE YOU ASSHOLE × Mark McGuire
- 2015年04月12日 - Nabowa Spring Tour 2015
- 2015年05月09日 - 森、道、市場2015～モリハイヅコヘ～
- 2015年05月22日 - ROVO TOUR 2015
- 2015年06月06日 - 頂 -ITADAKI- 2015
- 2015年06月28日 - OTOSATA Rock Festival 2015
- 2015年07月03日 - エレキ大浴場26
- 2015年07月18日 - GFB'15
- 2015年08月13日 - goat『Rhythm&Sound』 release live
- 2015年08月15日 - RISING SUN ROCK FESTIVAL 2015 in EZO
- 2015年09月21日 - Shimokitazawa Indie Fanclub 2015
- 2015年09月23日 - plenty presents「今日は秋分の日」
- 2015年09月25日 - りんご音楽祭 2015
- 2015年10月10日 - 朝霧JAM 2015
- 2015年10月17日 - ETERNAL ROCK CITY.2015
- 2015年10月18日 - LOSTAGE presents [生活 2015]
- 2015年10月24日 - LIVERARY liverally #04
- 2015年10月25日 - BOROFESTA 2015
- 2015年12月31日 - COUNTDOWN JAPAN 15/16
- 2016年02月06日 - BAYCAMP 201602
- 2016年02月23日 - SPACE SHOWER ALTERNATIVE ACADEMY
- 2016年03月03日 - nest20周年記念公演 「オウガ × ミツメ」
- 2016年04月14日・15日 - ザゼンとオウガ・2016～2マン/2DAYS
- 2016年06月26日 - OTOSATA ROCK FESTIVAL 2016
- 2016年07月01日 - Kidori Kidori presents まともなイベント vol.9 ～『フィールソーグッドe.p.』レコ発編～
- 2016年07月03日 - ROKKO SUN MUSIC 2016 ～Music shower from the SUN!～
- 2016年07月10日 - OUR FAVORITE THINGS 2016
- 2016年07月29日・31日 - Michael Rother × OGRE YOU ASSHOLE ""DELAY 2016""
- 2016年09月02日 - BAYCAMP2016 TGIF
- 2016年09月10日 - New Audiogram ver.10 -New Audiogram 10th Anniversary-
- 2016年12月15日 - Deerhoof「The Magic Japan Tour 2016」

## ラジオ出演
- 『ライブビート』（NHK-FM - 平成29年2月26日）